# Signe de Marcus Gunn
 (janvier 2025).
Le signe de Marcus Gunn est une affection rare des yeux entraînant une réponse différente de chaque pupille lorsqu'elles reçoivent une source lumineuse. Ce réflexe photo-moteur permet de déceler un dysfonctionnement du nerf optique et/ou de la rétine. Une pupille saine se contracte lorsqu'elle reçoit une source lumineuse intense. A l'inverse, la pupille dite de marcus Gunn se dilate et ce même lorsqu'elle est soumise à ce même rayonnement lumineux important. La "pupille de marcus Gunn" nécessite un suivi médical rigoureux sur le long terme.